# 法托托
法托托（英語：Fatoto）是西非國家甘比亞東部甘比亞河畔的城鎮，位於上河區的康托拉縣。 於2009年所作的人口調查數據顯示，總人口數量為1,685人。